# رئيس هيئة الأركان المشتركة الأمريكية

شارة هيئة الأركان المشتركة الأمريكية

رئيس هيئة الأركان المشتركة (بالإنجليزية: Chairman of the Joint Chiefs of Staff)‏ هو المنصب العسكري الأعلى في القوات المسلحة الأمريكية والمستشار العسكري الأول لرئيس الولايات المتحدة الأمريكية ولمجلس الأمن القومي الأمريكي ومجلس الأمن الداخلي الأمريكي. ولوزارة الدفاع الأمريكية.